# Опперман, Дирк
Дирк Опперман, собственно Дидерик Йоханнес Опперман (африк. Dirk Opperman, Diederik Johannes Opperman; 29 сентября 1914, ферма Гедулд около Данди, провинция Натал — 22 сентября 1985, Стелленбос) — южноафриканский поэт и драматург. Писал на африкаанс.

## Биография
Окончил университет в родной провинции. Преподавал в школах Питермарицбурга и Йоханнесбурга. В 1946—1948 издавал в Кейптауне журнал Die Huisgenoot. В 1949—1959 читал лекции в Кейптаунском университете, с 1960 по 1974 преподавал африкаанс в университете Стелленбоса. Среди его учеников — поэтесса, переводчик, художник Шейла Кессонс.
В 1976 пережил семимесячную кому, которую описал потом в поэме. Скончался от сердечного приступа.

## Творчество
Автор стихотворений и поэм, трёх стихотворных драм, книг эссеистики.

## Избранные произведения
- Heilige beeste/ Священные животные (1945)
- Negester oor Ninevé/ Девять звезд над Ниневией (1947)
- Joernaal van Jorik/ Журнал Йорика (1949)
- Engel uit die klip/ Ангел из камня (1950)
- Periandros van Korinthe/ Периандр из Коринфа (1954, драма в стихах)
- Blom en baaierd/ Цветок и хаос (1956)
- Vergelegen/ Далекая страна (1956, драма в стихах)
- Dolosse/ Игра в бабки (1963)
- Kuns-mis/ Удобрение (1964)
- Voëlvry/ Вольная птица (1968, драма в стихах)
- Edms. Bpk./ АО ОО (1970)
- Naaldekoker/ Стрекоза (1974, эссе о литературе)
- Komas uit ’n bamboesstok/ Коленца бамбукового шеста (1979)
- Sonklong oor Afrika (2000, посмертно)

## Публикации на русском языке
- [lib.ru/POEZIQ/OPPERMAN/dozor.txt Ночной дозор. Стихотворения и поэма в переводе Евг. Витковского]

## Признание
Авторитетная фигура национальной словесности. Неоднократный лауреат крупнейших премий за поэзию и литературную критику, почётный доктор нескольких южноафриканских университетов. На его стихи писал музыку южноафриканский композитор Кромвелл Эверсон.